# Mitch Silpa
Mitch Silpa (ur. 9 stycznia 1973 w Los Angeles) – amerykański aktor.

## Filmografia

### Filmy
- 2002: Mistrz kamuflażu jako Henchman
- 2004: Nadchodzi Polly jako dyrektor J.C. Superstar
- 2011: Druhny jako steward Steve
- 2013: Gorący towar jako diler
- 2018: Rozpruci na śmierć jako Tommy

### Seriale
- 2003: Posterunek w Reno jako urzędnik hotelowy
- 2003−2004: Kochane kłopoty jako Terrence
- 2004: Zwariowany świat Malcolma jako barman
- 2006−2007: Gotowe na wszystko jako Jerry
- 2008: Bracia i siostry jako Quinn
- 2009: Pohamuj entuzjazm jako sprzedawca
- 2010: Ja w kapeli jako Jimmy Howard
- 2011: Dwie spłukane dziewczyny jako Jeffrey
- 2013: Ben i Kate jako Patrick
- 2013: Lista klientów jako dostawca
- 2014: Pępek świata jako Todd
- 2014: Jeden gniewny Charlie jako Pan Hornsby
- 2015: Cougar Town: Miasto kocic jako gangster